# Better娛樂
Better Entertainment（韓語：더 좋은 이엔티 소속）是韓國的經紀公司。原名為Storm S Company在2013年更改，成立在2009年5月，由藝人宋承憲創立的，包括藝人管理，當紅藝人包括演員宋承憲等多名演員。

## 旗下藝人
- 李哲民
- 崔星俊
- 鄭允
- 金財興
- 車英男
- 李溵祚

## 離開藝人
- 金材昱
- 金玟廷
- 蔡貞安
- 張熙軫
- 具在伊
- 李周妍
- 玄升玟
- 宋承憲

## 外部連結
- 官方网站
- Better娛樂的Facebook專頁
- Better娛樂的X（前Twitter）
- YouTube上的Better Entertainment 頻道